# Protagonist
Der Protagonist oder die Protagonistin (von altgriechisch πρωταγωνιστής prōtagōnistḗs, wörtlich „der erste Kämpfer auf dem Theater“, aus πρῶτος prō̂tos „der erste“ und ἀγωνιστής agōnistḗs „Wettkämpfer“, abgeleitet von ἀγών agṓn „Wettkampf“) bezeichnet in der griechischen Tragödie Darsteller der ersten Rolle bzw. Hauptrolle (gegebenenfalls vor Deuteragonist und Tritagonist, d. h. zweite und dritte Hauptrolle). Die Gegenspieler von Protagonisten werden als Antagonist (griechisch ἀνταγωνιστής antagōnistḗs, wörtlich „der Gegenhandelnde“) bezeichnet.
Die Bezeichnungen werden bis heute in der Medienwissenschaft sowohl im Kontext von Theaterrollen als auch zur Beschreibung von Filmrollen verwendet.

## Geschichte
Dabei war es früher häufiger, dass Männer die Rolle des Protagonisten übernahmen, es gibt jedoch bereits seit der Antike auch bei Tragödien weibliche Hauptfiguren, wie Medea, die aus der griechische Mythologie stammt, oder die von Sophokles geschaffene Figur der Antigone.
Heute wird unter Protagonist in Literatur und Film die Hauptfigur, der Held bzw. die Heldin eines Romans, einer Erzählung oder eines anderen literarischen oder filmischen Werkes verstanden, oder ganz allgemein die Hauptrolle in einer Handlung oder Handlungsreihe.
Im übertragenen Sinn steht der Begriff für Vorkämpfer, Ideengeber, Anführer oder besonders einflussreiche, bedeutende und herausragende Vertreter eines Standpunkts, einer Leitlinie, einer Weltanschauung oder ähnlicher ideeller Sachverhalte.